# Maximilian Pinl
Maximilian „Max“ Pinl (* 17. August 1897 in Dux; † 16. September 1978 in Köln) war ein österreichisch-sudetendeutscher Mathematiker.

## Leben
Pinl war der Sohn eines Apothekers in Dux (Besitzer der Hospitalapotheke). Er besuchte das (altsprachliche) k.u.k. Staatsobergymnasium in Teplitz-Schönau und war ab 1915 als Soldat im Ersten Weltkrieg. Er geriet 1916 in russische Kriegsgefangenschaft (teilweise in West-Sibirien), aus der er Anfang 1918 floh.
Pinl studierte zunächst an der Montanuniversität Leoben. Nach Lektüre des Lehrbuchs der Allgemeinen Relativitätstheorie Raum, Zeit, Materie von Hermann Weyl wechselte er zum Studium der Mathematik und theoretischen Physik an der Universität Wien (zu seinen Lehrern zählten
Philipp Furtwängler, Hans Hahn, Josef Lense, Kurt Reidemeister, Hans Thirring, Wilhelm Wirtinger). 1926 wurde er bei Lense promoviert (Über ametrische Mannigfaltigkeiten im euklidischen Raum von fünf und mehr Dimensionen).
Danach setzte er sein Studium in Prag (unter anderem bei Georg Pick und Ludwig Berwald) und an der Humboldt-Universität Berlin fort. In Berlin hörte er unter anderem bei Albert Einstein, Heinz Hopf, Ludwig Bieberbach, Erhard Schmidt, Issai Schur, Max von Laue, Richard von Mises, John von Neumann, Erwin Schrödinger, Stefan Bergman.
Hauptberuflich arbeitete er als Statistiker. Bis 1935 war er für das Jahrbuch über die Fortschritte der Mathematik tätig. 1936 habilitierte er sich an der Deutschen Universität Prag (Quasimetrik auf totalisotropen Flächen)  und war dort 1938 (nach Bestätigung der Lehrerlaubnis durch die tschechische Regierung) bis 1945 Dozent, allerdings galt er den Nationalsozialisten als politisch verdächtig, da er für verfolgte Kollegen eintrat und die Allgemeine Relativitätstheorie verteidigte. Er erhielt nach einem halben Jahr Gestapohaft Lehrverbot an deutschen Universitäten und arbeitete 1940 bis 1943 als Wissenschaftler bei den Messerschmitt-Flugzeugwerken in Augsburg und danach bis 1945 an der Luftfahrtforschungsanstalt Hermann Göring in Braunschweig (insbesondere über Gasdynamik). Nach dem Krieg war er an der Universität zu Köln, wo er sich umhabilitierte und 1948 außerplanmäßiger Professor wurde. Im selben Jahr erhielt er einen Ruf an die Universität Greifswald, den er aber ausschlagen musste.
Pinl leitete von 1949 bis 1954 die mathematische Fakultät der Universität Dacca im späteren Bangladesch, bevor er wieder nach Köln zurückkehrte. 1962 emeritierte er, hatte aber verschiedene Gastprofessuren in den USA (1962 bis 1964 Georgia Institute of Technology in Atlanta, sowie an der University of Idaho in Moscow) und von 1964 bis 1967 auf Einladung von Heinrich Behnke an der Universität Münster.
Er befasste sich mit partiellen Differentialgleichungen, Differentialgeometrie und theoretischer Physik (Gasdynamik, Allgemeine Relativitätstheorie).
Er wirkte als wissenschaftlicher Übersetzer aus dem Tschechischen (zum Beispiel Arbeiten von Václav Hlavatý (1894–1969)), ist aber vor allem für seine Reihe von Porträts von durch die Nationalsozialisten verfolgten Mathematikern an deutschen Universitäten bekannt geworden, die er im Auftrag der Deutschen Mathematiker-Vereinigung erstellte und die 1969 bis 1975 in den Jahresberichten der DMV veröffentlicht wurden (Kollegen in einer dunklen Zeit). Der Bericht ist zum einen wegen der Auswahl und weil er es vermeidet, die konkreten Gründe für die Verfolgung in den Einzelfällen anzugeben, kritisiert worden, zum Beispiel 1970 von Wilhelm Magnus.
Er übersetzte auch die Vorlesungen über Differentialgeometrie von Gheorghe Vrânceanu aus dem Französischen. Von ihm stammen 89 wissenschaftliche Veröffentlichungen.
Er war verheiratet mit Johanna, geb. Kaschke (1903–2000), seine Tochter ist die Politikwissenschaftlerin Claudia Pinl.

## Werke
Pinls Porträts von durch die Nationalsozialisten verfolgten Mathematikern (Jahresberichte der DMV), unter dem Titel Kollegen in einer dunklen Zeit veröffentlicht:
- Teil 1, Jahresbericht DMV, Band 71, 1969, S. 167–228, behandelt werden Aachen, Berlin, Bonn, Braunschweig, Breslau, Frankfurt, Bergakademie Freiberg, Freiburg, Gießen, online
- Teil 2, Jahresbericht DMV, Band 72, 1971, S. 165–189, behandelt wird Göttingen, online
- Teil 3, Jahresbericht DMV, Band 73, 1972, S. 153–208, behandelt wird Halle, Hamburg, Jena, Karlsruhe, Kiel, Köln, Königsberg, Leipzig, Marburg, München, Münster, Rostock, Tübingen, online
- Teil 4, Jahresbericht DMV, Band 75, 1974, S. 166–208 (mit Auguste Dick, behandelt wird Prag und Wien, enthält auch seine eigene Biographie S. 180–181), online
- D. M. V. Jahresbericht, Band 77, 1976, S. 161–164 (mit Auguste Dick, Nachträge: Bernhard Baule, Erwin Schrödinger und Korrektur zu Paul Funk), online
- Ergänzungen dazu finden sich auch in Pinl, L. Furtmüller Mathematicians under Hitler. Publications of the Leo Baeck Institute, Yearbook 18, London 1973, S. 129–182.

## Kollegen in dunkler Zeit
Die Artikelreihe behandelt im Einzelnen (mit den jeweiligen letzten universitären Wirkungsstätten vor der Emigration, Ermordung oder anderen Konsequenzen der Verfolgung):
- Aachen: Otto Blumenthal, Ludwig Hopf, Theodore von Kármán
- Berlin: Alfred Barneck, Felix Behrend, Stefan Bergman, Alfred Brauer, Hanna von Caemmerer, Albert Einstein, Hans Freudenthal, Robert Frucht, Kurt Hirsch, Herman Otto Hartley (Hirschfeld), Ernst Jacobsthal, Arthur Korn, Richard von Mises, Chaim Müntz, Bernhard Neumann, John von Neumann, Rose Peltesohn, Hilda Geiringer, Richard Rado, Robert Remak, Eduard Rembs, Issai Schur, J. M. Wegener (er promovierte in Prag da in Berlin für ihn nicht möglich, nach dem Krieg bei Siemens, Experte für Finsler-Geometrie)
- Bonn: Felix Hausdorff, Otto Toeplitz
- Braunschweig: Kurt Friedrichs
- Breslau: Fritz Noether, Hans Rademacher, Erich Rothe, Wolfgang Sternberg, Alexander Weinstein
- Frankfurt: Max Dehn, Paul Epstein, Ernst Hellinger, Otto Szasz
- Bergakademie Freiberg: Friedrich Adolf Willers
- Freiburg im Breisgau:  Alfred Loewy, Ernst Zermelo
- Gießen: Herbert Grötzsch, Abraham Plessner, Ludwig Schlesinger
- Göttingen: Paul Bernays, Felix Bernstein, Herbert Busemann, Richard Courant, Werner Fenchel, Hans Heilbronn,  Paul Hertz, Fritz John, Edmund Landau, Hans Lewy, Kurt Mahler, Otto Neugebauer, Emmy Noether, William Prager, Peter Scherk, Hans Schwerdtfeger, Olga Taussky-Todd, Stefan Warschawski, Hermann Weyl
- Halle: Reinhold Baer, Heinrich Grell
- Hamburg: Emil Artin, Theodor Estermann, Max Zorn
- Heidelberg: Emil Gumbel, Heinrich Liebmann, Arthur Rosenthal
- Jena: Max Herzberger
- Karlsruhe: Samson Breuer, Theodor Pöschl
- Kiel: Willy Feller, Adolf Fraenkel
- Köln: Ernst Sigismund Fischer, Hans Hamburger, Stefan Cohn-Vossen
- Königsberg: Richard Brauer, Kurt Reidemeister, Werner Rogosinski, Gabor Szegö
- Leipzig: Friedrich Wilhelm Levi, Leon Lichtenstein
- Marburg: Kurt Hensel
- München: Salomon Bochner, Friedrich Hartogs, Alfred Pringsheim, Arnold Sommerfeld
- Münster: Gerhard Haenzel
- Rostock: Gerhard Thomsen
- Tübingen: Erich Kamke
- Prag: Peter Bergmann, Lipman Bers, Ludwig Berwald, Philipp Frank, Walter Fröhlich, Paul Funk, Gerhard Gentzen, Paul Kohn (* 1895, promovierte an der Deutschen Technischen Hochschule Prag über Strömungsmechanik, danach Skoda-Werke, überlebte Auschwitz, starb aber an den Folgen in Prag), Heinrich Löwig, Charles Loewner (Karl Löwner), Ernst Max Mohr, Georg Pick, Maximilian Pinl, Artur Winternitz
- Wien: Franz Alt, Alfred Basch, Gustav Bergman, Adalbert Duschek, Ludwig Eckhart, Ernst Fanta, Kurt Gödel, Eduard Helly, Friedrich Hopfner, Gustav Kürti, Eugene Lukacs, Henry Mann, Anton Mayer, Walther Mayer, Karl Menger, Alfred Tauber, Hans Thirring, Stefan Vajda, Abraham Wald, Karl Wolf
- Graz: Erwin Schrödinger

Die Aufsätze enthalten Kurzbiographien der jeweiligen Mathematiker und Publikationslisten.